# Matalobos (serie de televisión)
Matalobos fue una serie gallega, emitida en la TVG desde el 13 de abril de 2009 hasta el 15 de enero de 2013 y producida por Voz Audiovisual. La trama giraba alrededor de varias familias relacionadas con el narcotráfico que residían en la villa de Sardiñeira. Los exteriores eran grabados en la ciudad de La Coruña y alrededores, como la parroquia de Sigrás (Cambre) o el centro penitenciario de Teixeiro.

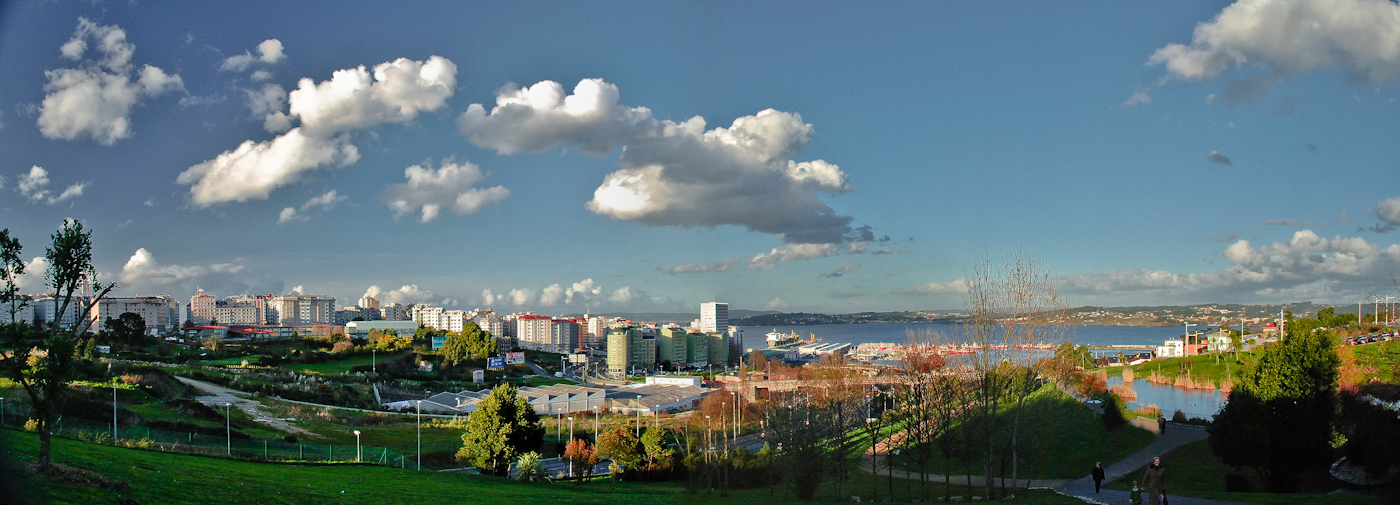
La Coruña, ciudad donde se rodaron los exteriores de la serie, llamándose la ciudad con el nombre de Sardiñeira.

## Características
Los capítulos fueron dirigidos por Toño López, Jorge Saavedra Mancebo, Marta Piñeiro y Judas Diz con guiones de Carlos Portela, Víctor Sierra, José Rubio, Alberto Guntín, Benigno López, Daniel D. García, Roberto G. Méndez y Alba Varela y con Iago García, Xabier Deive y Camila Bossa entre los protagonistas.
En un inicio se emitió en las noches de los lunes (en substitución de Padre Casares), y los martes.
La primera temporada, de 22 episodios, se emitió entre enero y junio de 2009, logrando situarse en el tercer puesto de la Clasificación de los programas gallegos más vistos, por detrás de Padre Casares y Libro de familia, puesto que repitió con la 2ª temporada (2009-10), de 26 capítulos, y que se emitió entre enero y junio de 2010, apareciendo los martes por la noche. La 3ª temporada (2011), de 13 capítulos, se emitió entre octubre y diciembre de 2011. La 4ª temporada (2012), de 13 capítulos, se emitió entre enero y abril de 2012. La 5ª y última temporada (2012/13), de 13 capítulos, fue emitida entre octubre de 2012 y enero de 2013.

## Reparto

### Principal
- Luis Iglesia (Carmelo Matalobos Torreiro)

Protagonista de la serie, se caracteriza como un hombre frío y buen negociante, es hijo de Álvaro y Dona Carme Matalobos (Luisa Merelas) y hermano de Claudia Matalobos (Nuncy Varcárcel) y Marcos Matalobos (Iago García), este último fue asesinado a sangre fría a manos del protagonista junto con Sara Campos (María Tasende). Perdió a su hijo Iván a manos de un accidente en el disparo del Capitán Táboas (Antonio Mourelos).
- Monti Castiñeiras (Darío Vargas)

Personaje incorporado en la quinta temporada, trabaja como periodista siendo su jefe Díaz (Alfonso Agra), llegó a mantener una relación con la teniente Eva Seijas (Isabel Naveira) y su principal enemigo es el alcalde de Sardiñeira Esteban Garrido (Manuel Regueiro).
- Nuncy Valcárcel (Claudia Matalobos Torreiro)

Hermana de Carmelo y Marcos y la abandonó su marido Lois Piñeiro (Artur Trillo).
- Carolina Vázquez (Bárbara Juve Boedo)

Exmujer de Carmelo Matalobos.
- Artur Trillo (Lois Piñeiro)

Exmarido de Claudia Matalobos.
- Salvador del Río (Pepe Viaño Senra)

Padre de Vanesa y actualmente en la cárcel tras asesinar en la puerta del juzgado a Adriana Calderón (Camila Bossa).
- Rebeca Montero (Lola Ugarte Pereira)

Esposa de Pepe Viaño
- María Mera (Vanesa Viaño Ugarte)

Hija de Pepe y Lola, se metió en las drogas bastante joven y estuvo casada con Mateo Veloso (Ricardo de Barreiro) hasta que este se suicidó en la cárcel, con él tuvo un hijo, Sindo. Mantuvo relaciones con Salvador (Ruben Riós), Diego Dourado (Xabier Deive) y con Pincho (Daniel Currás).
- Mónica Camaño (Fiscal Olaia Mosteiro Losada)
- Isabel Naveira (Teniente Eva Seijas)
- Milo Taboada (Sarxento Xan Cartelle Sáez)
- Manuel Cortés (Capitán Ernesto Ferreiro)
- Saamira Ganay (Cabo Otero)
- Alfonso Agra (Díaz)
- Mariana Expósito (Xulia)

### Episódico
- Rubén Riós (Salvador Caaveiro)
- Rosa Álvarez (Milagros)
- Guillermo Carbajo (Carlos)
- Josito Porto (Luis)
- César Cambeiro (Miguel Saavedra)
- Mariana Carballal (Virxinia)
- Nekane Fernández (Natalia)
- Evaristo Calvo (Fiscal Martín Bueno)
- Nerea Barros (Sandra)
- Pepe Penabade (Braulio)
- Marcos Correa (Xulio Barreiro)
- Xavier Estévez (Tenente Rubén Cardia)
- Victoria Pérez (Paula)
- Marta Larralde (Raquel)
- Maxo Barjas (Belén)
- Orlando Valenzuela (Mario Buendía)
- Alberto Rolán (Tino)
- Xacobo Prieto (Bastida)
- Xoel Yáñez (Suso)
- Mario Bolaños (Beltrán)
- Olalla Salgado (Sarxento Alba Varela, se hace pasar por Irene Sampedro Trejo)
- Xosé Barato (Pedro Beira Martínez)
- Luis Zahera (Aníbal)
- Joshua McCarey (Dirk Schooier)
- Lola Pérez (Lesta)

### Abandonaron
- Vicente de Souza (Gumersindo "Sindo" Veloso, fallecido en el capítulo 3)
- Carlos Sante (Víctor, fallecido en el capítulo 6)
- Fernando Morán Santamarina (Arturo Campos Ulloa, fallecido en el capítulo 22)
- Manuel Lourenzo (Xosé Louro, fallecido en el capítulo 26)
- Daniel Lago (Iván Matalobos Juve, fallecido en el capítulo 28)
- Mighello Blanco (Rafael Ferreira Lagares, fallecido en el capítulo 37)
- Sergio Zearreta (Xabier Baliño, fallecido en el capítulo 41)
- Xan Cejudo (Teodoro Seijas, fallecido en el capítulo 44)
- Iago García (Capitán Marcos Matalobos Torreiro, fallecido en el capítulo 48)
- María Tasende (Sara Campos Valiño, fallecido en el capítulo 48)
- Marcos Viéitez (Lino Acevedo Lago, fallecido en el capítulo 57)
- Xabier Deive (Diego Dourado Fontán, fallecido en el capítulo 61)
- Camila Bossa (Adriana Calderón Arango, fallecido en el capítulo 61)
- Xoel Fernández (Iago Iglesias, fallecido en el capítulo 62)

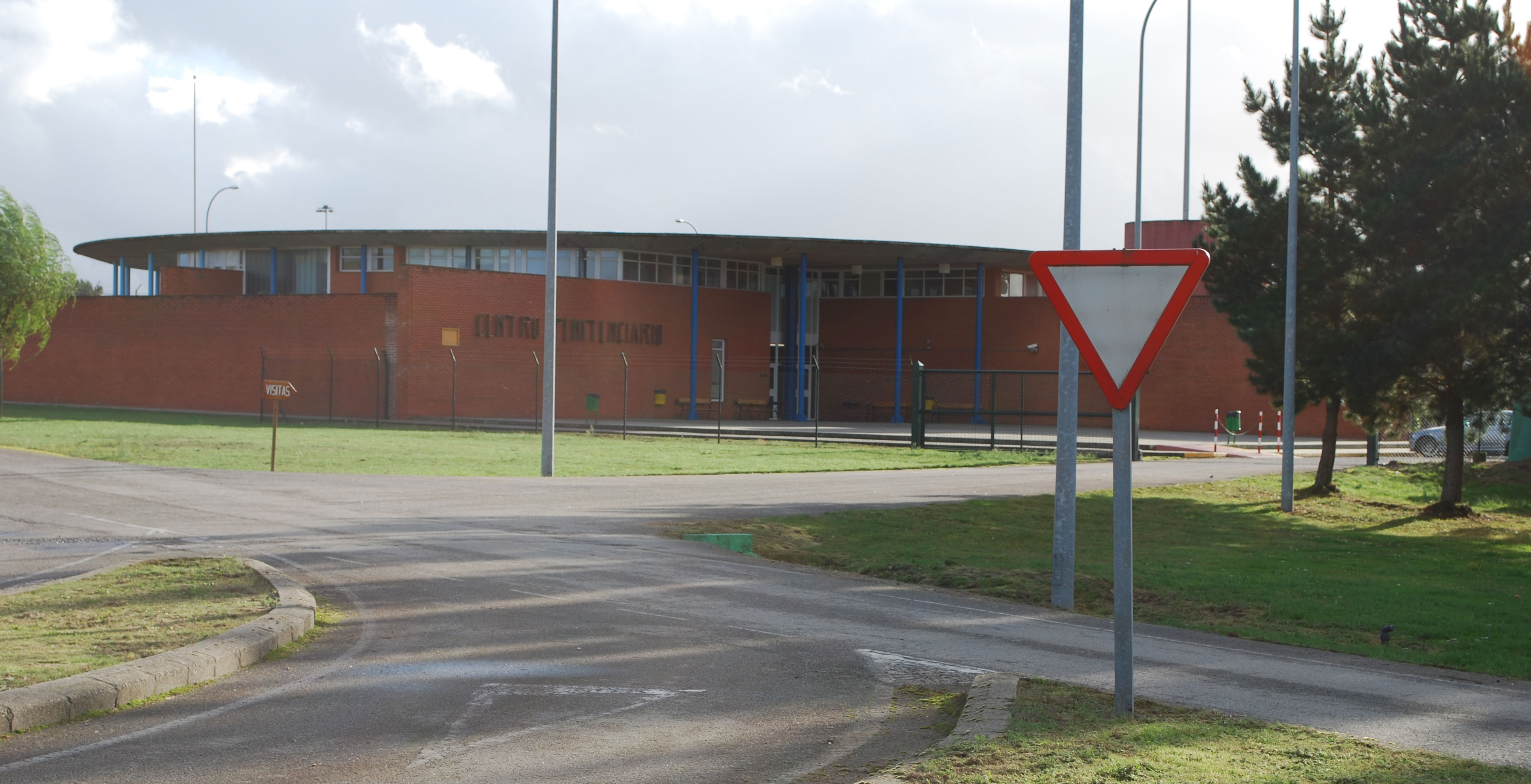
En el centro penitenciario de Teijeiro se grabaron algunas escenas de Matalobos como cuando Mateo Veloso (Ricardo de Barreiro) entró en prisión y donde se suicidó.

- Pepo Suevos (Pablo Couto Fernández, "O Ruso", fallecido en el capítulo 63)
- Ricardo de Barreiro (Mateo Veloso García, fallecido en el capítulo 67)
- Marcos Orsi (Manuel "Zico" Gonçalves da Silva, fallecido en el capítulo 72)
- [[]] (Irene, sarxento Sara Varela, fallecido en el capítulo 73)
- Antonio Mourelos (Capitán Santiago Táboas Freire, fallecido en el capítulo 74)
- Luisa Merelas (Carme Torreiro Folgar, fallecida entre los capítulos 74 y 75)
- Sabela Arán (Camila Dubra, fallecida en el capítulo 75)
- Daniel Currás (Pablo Aldariz "Pincho", fallecido en el capítulo 81)
- Maxo Barjas (Belén, fallecida en el capítulo 84)
- Santiago Romay (Antón Iglesias, fallecido en el capítulo 86)
- Manuel Regueiro (Esteban Garrido, fallecido en el capítulo 87)

## Capítulos y audiencias
| PRIMERA TEMPORADA  |                                   |                                  |         |        |
| 1                  | "Un vencello para toda a vida"    | Lunes, 13 de abril de 2009       | 250.000 | 24,1%  |
| 2                  | "O negocio familiar"              | Martes, 14 de abril de 2009      | 238.000 | 21,7%  |
| 3                  | "Pecados"                         | Lunes, 20 de abril de 2009       | 302.000 | 31,4%  |
| 4                  | "Dentro"                          | Martes, 21 de abril de 2009      | 206.000 | 22,1%  |
| 5                  | "Irmán meu"                       | Lunes, 27 de abril de 2009       | 223.000 | 22,6%  |
| 6                  | "O Canario"                       | Martes, 28 de abril de 2009      | 172.000 | 16,2%  |
| 7                  | "Retribución"                     | Lunes, 4 de mayo de 2009         | 204.000 | 21,6%  |
| 8                  | "Indecisión"                      | Martes, 5 de mayo de 2009        | 190.000 | 19,9%  |
| 9                  | "Baixo o mesmo teito"             | Lunes, 11 de mayo de 2009        | 201.000 | 20,4%  |
| 10                 | "A confidente"                    | Martes, 12 de mayo de 2009       | 206.000 | 19,3%  |
| 11                 | "A do marisco"                    | Lunes, 18 de mayo de 2009        | 210.000 | 21,6%  |
| 12                 | "Un na estrada"                   | Martes, 19 de mayo de 2009       | 212.000 | 20,9%  |
| 13                 | "O home que veu de Colombia"      | Lunes, 25 de mayo de 2009        | 213.000 | 20,3%  |
| 14                 | "Guerra aberta"                   | Martes, 26 de mayo de 2009       | 190.000 | 18,3%  |
| 15                 | "E máis nada que a verdade"       | Lunes, 1 de junio de 2009        | 109.000 | 15,2%  |
| 16                 | "Sacrificios"                     | Martes, 2 de junio de 2009       | 194.000 | 19,1%  |
| 17                 | "Asuntos internos"                | Lunes, 8 de junio de 2009        | 232.000 | 20,3%  |
| 18                 | "Saldar contas"                   | Martes, 9 de junio de 2009       | 234.000 | 20,2%  |
| 19                 | "Cara adiante"                    | Lunes, 15 de junio de 2009       | 237.000 | 22,2%  |
| 20                 | "Sen saída"                       | Martes, 16 de junio de 2009      | 224.000 | 21,7%  |
| 21                 | "Estrañas alianzas"               | Lunes, 22 de junio de 2009       | 225.000 | 22,6%  |
| Especial           | "O sumario"                       | Martes, 23 de junio de 2009      | 131.000 | 18,3%  |
| 22                 | "Todo en orde"                    | Lunes, 29 de junio de 2009       | 215.000 | 21,2%  |
| SEGUNDA TEMPORADA  |                                   |                                  |         |        |
| 23                 | "Entre a vida e a morte"          | Martes, 5 de enero de 2010       | 165.000 | 17,9%  |
| 24                 | "Paradoiro descoñecido"           | Martes, 12 de enero de 2010      | 176.000 | 16,3%  |
| 25                 | "Débedas herdadas"                | Martes, 19 de enero de 2010      | 170.000 | 14,5%  |
| 26                 | "A vella escola"                  | Martes, 26 de enero de 2010      | 140.000 | 13,6%  |
| 27                 | "Saír adiante"                    | Martes, 2 de febrero de 2010     | 170.000 | 16,1%  |
| 28                 | "Fráxiles lealdades"              | Martes, 9 de febrero de 2010     | 193.000 | 17,3%  |
| 29                 | "Punto e á parte"                 | Martes, 16 de febrero de 2010    | 148.000 | 13,5%  |
| 30                 | "Novos horizontes"                | Martes, 23 de febrero de 2010    | 167.000 | 15,7%  |
| 31                 | "Dous son multitude"              | Martes, 2 de marzo de 2010       | 167.000 | 15,0%  |
| 32                 | "Principios e finais"             | Martes, 9 de marzo de 2010       | 198.000 | 19,2%  |
| 33                 | "Aires de cambio"                 | Martes, 16 de marzo de 2010      | 205.000 | 20,1%  |
| 34                 | "Separación de bens"              | Martes, 23 de marzo de 2010      | 164.000 | 16,8%  |
| 35                 | "Billete de ida"                  | Martes, 30 de marzo de 2010      | 151.000 | 14,9%  |
| 36                 | "Non hai trato"                   | Martes, 6 de abril de 2010       | 168.000 | 15,7%  |
| 37                 | "Obrigadas despedidas"            | Martes, 13 de abril de 2010      | 191.000 | 18,6%  |
| 38                 | "Segredo de confesión"            | Martes, 20 de abril de 2010      | 181.000 | 17,1%  |
| 39                 | "Rehabilitacións e reconquistas"  | Martes, 27 de abril de 2010      | 202.000 | 19,8%  |
| 40                 | "Dereito á intimidade"            | Martes, 4 de mayo de 2010        | 154.000 | 14,7%  |
| 41                 | "A cada pecado, a súa penitencia" | Martes, 11 de mayo de 2010       | 171.000 | 17,0%  |
| 42                 | "O xogo do dominó"                | Martes, 18 de mayo de 2010       | 235.000 | 21,7%  |
| 43                 | "72 horas"                        | Martes, 25 de mayo de 2010       | 202.000 | 18,2%  |
| 44                 | "Coas dúas mans dereitas"         | Martes, 1 de junio de 2010       | 201.000 | 18,3%  |
| 45                 | "O monstro interior"              | Miércoles, 9 de junio de 2010    | 190.000 | 18,1%  |
| 46                 | "Xustiza"                         | Martes, 15 de junio de 2010      | 216.000 | 19,6%  |
| 47                 | "Sen acritude"                    | Martes, 22 de junio de 2010      | 226.000 | 21,8%  |
| 48                 | "Todo ten consecuencias"          | Martes, 29 de junio de 2010      | 198.000 | 20,0%  |
| TERCERA TEMPORADA  |                                   |                                  |         |        |
| 49                 | "Todo segue igual"                | Martes, 4 de octubre de 2011     | 176.000 | 15,5 % |
| 50                 | "Inimigos do leste"               | Martes, 11 de octubre de 2011    | 198.000 | 20,0%  |
| 51                 | "Para os nenos de Colombia"       | Martes, 18 de octubre de 2011    | 170.000 | 15,2%  |
| 52                 | "Convivencia pacífica"            | Martes, 25 de octubre de 2011    | 211.000 | 19,0%  |
| 53                 | "Nais e fillos"                   | Martes, 1 de noviembre de 2011   | 182.000 | 17,3%  |
| 54                 | "Envíos urxentes"                 | Martes, 8 de noviembre de 2011   | 209.000 | 18,2%  |
| 55                 | "Volve a casa"                    | Martes, 15 de noviembre de 2011  | 201.000 | 17,5%  |
| 56                 | "En quen confiar?"                | Martes, 22 de noviembre de 2011  | 189.000 | 16,7%  |
| 57                 | "Os sacrificados"                 | Martes, 29 de noviembre de 2011  | 159.000 | 14,9%  |
| 58                 | "Causa aberta"                    | Martes, 6 de diciembre de 2011   | 141.000 | 13,3%  |
| 59                 | "Só negocios"                     | Martes, 13 de diciembre de 2011  | 190.000 | 18,2%  |
| 60                 | "Nada que perder"                 | Martes, 20 de diciembre de 2011  | 189.000 | 17,4%  |
| 61                 | "Inimigos íntimos"                | Martes, 27 de diciembre de 2011  | 169.000 | 14,6%  |
| CUARTA TEMPORADA   |                                   |                                  |         |        |
| 62                 | "Afundidos"                       | Martes, 3 de enero de 2012       | -       | -      |
| 63                 | "Acurralado"                      | Martes, 10 de enero de 2012      | 175.000 | 15,2%  |
| 64                 | "Promesas do leste"               | Martes, 17 de enero de 2012      | -       | -      |
| 65                 | "Baixo terra"                     | Martes, 24 de enero de 2012      | 160.000 | 14,2%  |
| 66                 | "Os tempos están cambiando"       | Martes, 31 de enero de 2012      | -       | -      |
| 65                 | "Baixo terra"                     | Martes, 24 de enero de 2012      | 160.000 | 14,2%  |
| 66                 | "Os tempos están cambiando"       | Martes, 31 de enero de 2012      | -       | -      |
| 67                 | "Eu son Mateo Veloso!"            | Martes, 7 de febrero de 2012     | -       | -      |
| 68                 | "Jaime Gandolfi despídese de vós" | Martes, 14 de febrero de 2012    | -       | -      |
| 69                 | "Sacrificios"                     | Martes, 21 de febrero de 2012    | -       | -      |
| 70                 | "Sen carga"                       | Martes, 28 de febrero de 2012    | -       | -      |
| 71                 | "Identidade secreta"              | Martes, 6 de marzo de 2012       | -       | -      |
| 72                 | "Soltando lastre"                 | Martes, 13 de marzo de 2012      | -       | -      |
| 73                 | "O obxectivo"                     | Martes, 20 de marzo de 2012      | -       | -      |
| Especial           | "Requiem"                         | Martes, 27 de marzo de 2012      | -       | -      |
| 74                 | "Promesas cumplidas"              | Martes, 3 de abril de 2012       | 234.000 | 20,6%  |
| TEMPORADA ESPECIAL |                                   |                                  |         |        |
| Especial           | "Ano 1: A familia"                | Martes, 11 de septiembre de 2012 | -       | -      |
| Especial           | "Ano 2: Traizóns"                 | Martes, 18 de septiembre de 2012 | -       | -      |
| Especial           | "Ano 3: Identidades"              | Martes, 25 de septiembre de 2012 | -       | -      |
| QUINTA TEMPORADA   |                                   |                                  |         |        |
| 75                 | "Son Carmelo Matalobos"           | Martes, 2 de octubre de 2012     | 175.000 | 16,2%  |
| 76                 | "Non hai mentiras piadosas"       | Martes, 9 de octubre de 2012     | -       | -      |
| 77                 | "Non hai inocentes"               | Martes, 16 de octubre de 2012    | -       | -      |
| 78                 | "Primeira páxina"                 | Martes, 23 de octubre de 2012    | -       | -      |
| 79                 | "O cuarto poder"                  | Martes, 30 de octubre de 2012    | -       | -      |
| 80                 | "Todos me queren ver morto"       | Martes, 6 de noviembre de 2012   | -       | -      |
| 81                 | "Para o que serven os amigos"     | Martes, 13 de noviembre de 2012  | -       | -      |
| 82                 | "Miserias"                        | Martes, 20 de noviembre de 2012  | -       | -      |
| 83                 | "Perfecto culpable"               | Martes, 27 de noviembre de 2012  | -       | -      |
| 84                 | "Dúas horas no inferno"           | Martes, 4 de diciembre de 2012   | -       | -      |
| 85                 | "Dúas balas"                      | Martes, 11 de diciembre de 2012  | -       | -      |
| 86                 | "30 millóns de euros"             | Martes, 8 de enero de 2013       | -       | -      |
| 87                 | "Non volvas a vista atrás"        | Martes, 15 de enero de 2013      | 234.000 | 19%    |

## Premios y candidaturas

### Premios Ondas
| Año  | Categoría                                                   | Persona/s                                                   | Resultado |
| ---- | ----------------------------------------------------------- | ----------------------------------------------------------- | --------- |
| 2009 | Mejor programa emitido por emisoras o cadenas no nacionales | Mejor programa emitido por emisoras o cadenas no nacionales | Candidato |

### Premios Mestre Mateo
| Año  | Categoría                                   | Persona/s                                                               | Resultado  |
| ---- | ------------------------------------------- | ----------------------------------------------------------------------- | ---------- |
| 2009 | Mejor serie de televisión                   | Mejor serie de televisión                                               | Ganadora   |
| 2009 | Mejor interpretación masculina protagonista | Luis Iglesia                                                            | Candidato  |
| 2009 | Mejor interpretación femenina protagonista  | Luisa Merelas                                                           | Candidata  |
| 2009 | Mejor interpretación masculina de reparto   | Xabier Deive                                                            | Candidato  |
| 2009 | Mejor interpretación femenina de reparto    | Camila Bossa                                                            | Ganadora   |
| 2009 | Mejor guion                                 | Daniel Domínguez Carlos Portela Víctor Sierra Alberto Guntín José Rubio | Candidatos |
| 2009 | Mejor realización                           | Toño López Jorge Saavedra Mancebo                                       | Ganadores  |
| 2009 | Mejor dirección artística                   | Antonio Pereira                                                         | Candidato  |
| 2009 | Mejor diseño de vestuario                   | Saturna                                                                 | Candidata  |
| 2009 | Mejor maquillaje y peluquería               | Natalia Arcay Beatriz Vázquez                                           | Candidatas |
| 2010 | Mejor serie de televisión                   | Mejor serie de televisión                                               | Ganadora   |
| 2010 | Mejor interpretación masculina protagonista | Luis Iglesia                                                            | Candidato  |
| 2010 | Mejor interpretación femenina protagonista  | Luisa Merelas                                                           | Candidata  |
| 2010 | Mejor interpretación femenina protagonista  | Carolina Vázquez                                                        | Candidata  |
| 2010 | Mejor guion                                 | Daniel Domínguez Carlos Portela Víctor Sierra Alberto Guntín José Rubio | Candidatos |
| 2010 | Mejor realización                           | Jorge Saavedra Mancebo Iván Seoane                                      | Ganadores  |
| 2010 | Mejor dirección de producción               | Ana Míguez                                                              | Candidata  |

### Otros
- Mención Especial de la Guardia Civil por "el rigor y la labor divulgativa realizada sobre el instituto armado".[1]

- Premio Circom 2012 como mejor ficción europea